# Betsy Aidem
Betsy Aidem (East Meadow, 28 ottobre 1957) è un'attrice statunitense.

## Biografia
Nata e cresciuta a Long Island, si è affermata durante gli anni 80 come prolifica interprete teatrale nell'Off-Broadway, venendo diretta da registi quali John Malkovich, Jerry Zaks, Christopher Ashley, Bartlett Sher e Sam Shepard sia in classici del teatro che in prime assolute, tra cui la prima newyorchese di Fiori d'acciaio (1987), in cui interpretò Shelby, il ruolo che sarebbe stato di Julia Roberts nel film. Per la sua lunga attività nell'Off-Broadway ha vinto un Obie Award alla carriera nel 2007. Ha esordito a Broadway nel 2014 interpretando Lady Bird Johnson in All the Way Home e da allora vi è tornata per recitare in Leopoldstadt (2022) e Prayer for the French Republic (2023), che le è valso una candidatura al Tony Award alla miglior attrice protagonista in un'opera teatrale nel 2024.
È stata sposata con William Fichtner dal 1987 al 1996 e, prima di divorziare, la coppia ha avuto un figlio.

## Filmografia parziale
- Ci penseremo domani (See You in the Morning), regia di Alan J. Pakula (1989)
- Nine Months - Imprevisti d'amore (Nine Months), regia di Chris Columbus (1995)
- La musica del cuore (Music of the Heart), regia di Wes Craven (1999)
- Conta su di me (You Can Count on Me), regia di Kenneth Lonergan (2000)
- Maze, regia di Rob Morrow (2000)
- Lontano dal paradiso (Far from Heaven), regia di Todd Haynes (2002)
- People I Know, regia di Daniel Algrant (2002)
- The Attic, regia di Mary Lambert (2008)
- Motherhood - Il bello di essere mamma (Motherhood), regia di Katherine Dieckmann (2009)
- I pinguini di Mr. Popper (Mr. Popper's Penguins), regia di Mark Waters (2011)
- Scusa, mi piace tuo padre (The Oranges), regia di Julian Farino (2011)
- Margaret, regia di Kenneth Lonergan (2011)
- La frode (Arbitrage), regia di Nicholas Jareck (2012)
- Irrational Man, regia di Woody Allen (2015)
- The Greatest Showman, regia di Michael Gracey (2017)
- A Vigilante, regia di Sarah Daggar-Nickson (2018)

## Doppiatrici italiane
Nelle versioni in italiano delle opere in cui ha recitato, Betsy Aidem è stata doppiata da:
- Barbara De Bortoli in Margaret
- Franca D'Amato in Irrational Man